# 아프리카 합중국

아프리카 54개 주권 국가들

아프리카 합중국은 아프리카 대륙의 55개의 주권국으로 이루어진 합중국에 대한 구상이다. 1924년 마커스 가비의 시 Hail, United States of Africa에서 처음 제안했다.

## 구상의 제안
- 1958년 11월 23일: 범 아프리카 의회 회의에서 가나 총리 콰메 은크루마가 처음 제안.
- 2007년 7월 : 아프리카 연합 제 9 차 정상 회의에서 리비아 최고 지도자 무아마르 알 카다피가 재차 제안.[4]
- 2009년 7월 4일 : 아프리카 연합 이사회를 대폭 강화하고 정부와 동등하게 하는 것으로 합의가 성립.

## 무아마르 알 카다피의 제안
리비아의 전 총리 무아마르 알 카다피는 53개의 아프리카 국가들을(그 당시 남수단이 존재하지 않았다) 단일 정부 하에 그룹화하려는 발기인이었다. 그는 아프리카 통일 기구를 아프리카 연합으로 발전 · 개편하기 위해 노력한 인물이기도 하다. 2009년 초에 아프리카 연합의 차기 회장직을 맡았을 때, 카다피는 아프리카 합중국 프로젝트를 다시 한번 발표했다. 그는 단일 아프리카 군대, 단일 통화 및 아프리카 대륙을 자유롭게 움직일 수 있는 단일 여권을 제안했다. 기본적으로 아프리카 연합을 만들어야 하는 필요성에 대한 대륙의 공감대는 형성되었지만, 상황이 조성되지 않았다는 의견과 주권 침해 등을 우려하는 의견 등이 제기되었다.

## 카다피의 사망 이후
카다피는 2011년 10월 리비아 내전으로 사망하였다. 그의 사망 이후 짐바브웨의 대통령 로버트 무가베는 프로젝트를 되살리는 것에 관심을 표명했다. 그러나 짐바브웨의 쿠데타 이후 2017년 무가베 대통령은 사임하였으며, 2019년에는 사망하기에 이른다. 현재 아프리카 합중국 구상에 대해서는 별다른 논의가 진행되고 있지 않다.

## 회의적 시각
우선 북아프리카와 사하라 이남 아프리카의 통합에 대해서는 긍정적인 시각보다는 부정적인 시각이 더 많다. 이와 함께 부정부패, 분쟁, 낮은 경제적 수준으로 인해서 통합이 매우 더딜 것이라는 예측이 다수이다.

## 인구
만약 아프리카 합중국이 탄생한다면, 러시아보다 더 큰 규모의 국가가 탄생하게 된다. 인구적으로는 중국과 인도에 이어 3위를 차지할 것이며, 2000개 정도의 언어를 갖게 된다.

## 같이 보기
- 아프리카 연합